# 亞洲水泥
亞洲水泥，簡稱亞泥，為遠東集團旗下水泥企業，1957年3月21日成立，目前在新竹與花蓮兩地設有水泥廠。

## 歷史
1945年，戰後國民政府接管台灣日治時期全數公私水泥廠，成立公營事業台灣水泥，直到1954年耕者有其田政策，釋出台泥股權交換地主地權，台泥轉為民營，經營權由辜振甫取得。隨著水泥需求提升，政府就讓江浙商人張敏鈺、翁明昌、焦廷標、呂鳳章聯合成立嘉新水泥。
1951年，徐有庠首次申請創辦水泥廠，但不被允許。1957年，徐有庠請來情治系統出身的王新衡擔任董事長，「亞洲水泥」終於在1957年獲准成立。亞泥於台灣新竹縣橫山鄉設立首座水泥廠，1973年於花蓮縣新城鄉設立第二座廠，目前新竹與花蓮兩廠的廠能已達500萬公噸。
此外亞泥在中國大陸也有轉投資水泥事業亞洲水泥（中國），其在2008年於香港聯交所上市。2021年9月，最高行政法院駁回亞泥上訴，經濟部礦務局通過「亞泥新城礦區礦業權展限20年」的決定確定被撤銷，該礦業權展限案回到亞泥補足資料重新送件重審。

### 亞泥花蓮採礦權展延案
2017年

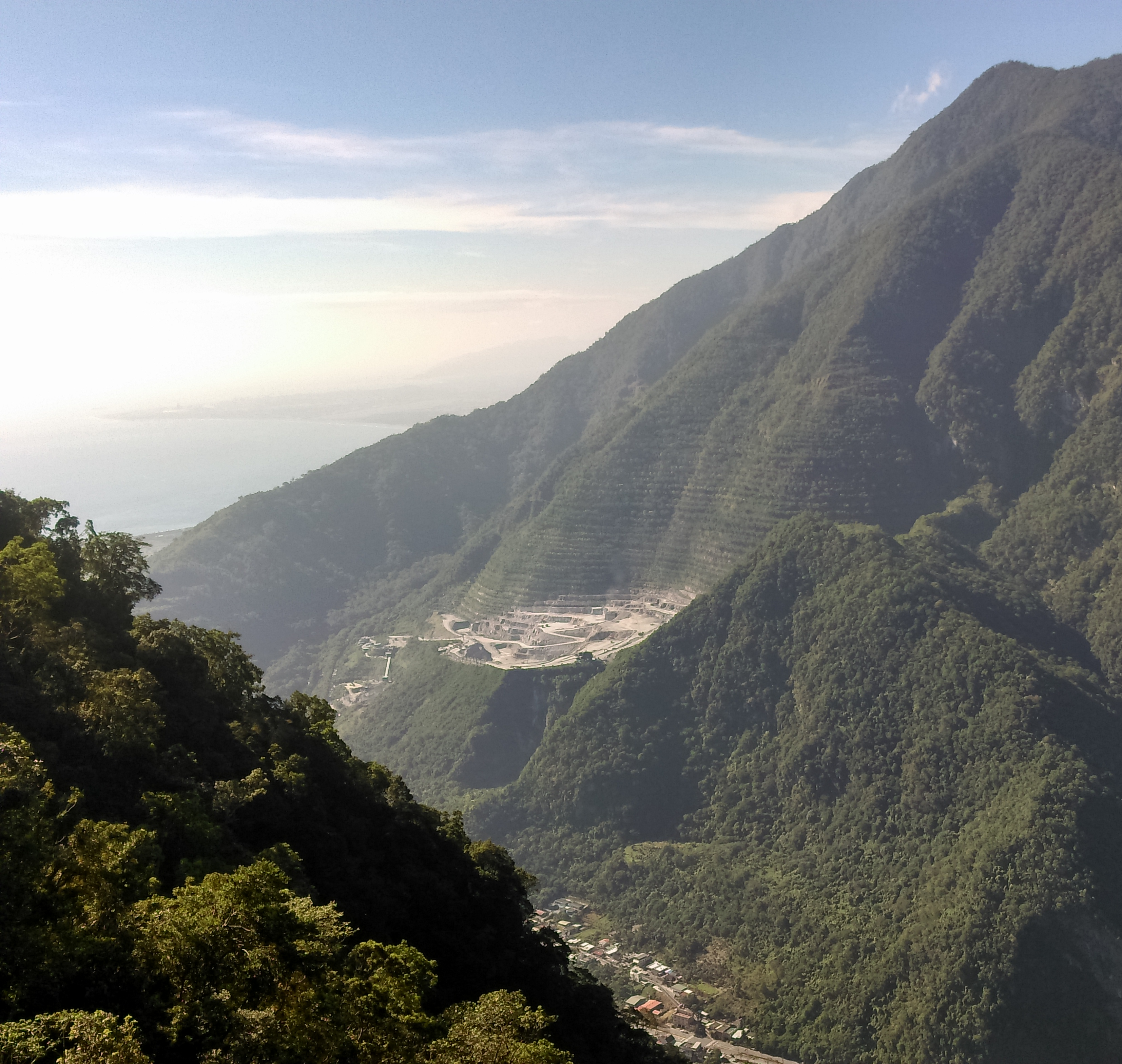
亞州水泥花蓮新城山礦區，從1974年開始營運

在2017年亞泥採礦權展延爭議中，多位經濟部礦務局現職與退休高官兼任中華民國鑛業協進會理監事，疑似加快放行亞泥採礦權展延案。
6月13日，亞泥董事長徐旭東出席裕民航運股東會，首度談及亞泥事件，力駁外界說法，並表示「挖深可以儲更多水，還可以養魚」。
6月25日，不滿經濟部礦務局在《礦業法》修法通過前再次讓亞泥取得20年礦權展延，20多個民間團體發起《看見亞泥搶救太魯閣》遊行活動，三千人上街頭，訴求主張撤銷礦權展延。亞泥對此回應，已將在太魯閣國家公園內之礦區去除，一切合法；亞泥董事長徐旭東並講出名言「挖深是對還是不對呢？我說將來養魚也是對的」，引發網友批評。
對於亞泥礦權展延案是否有官商勾結情事，台北地檢署已主動簽分他字案偵辦。
7月11日，立法院已有半數以上立法委員要求將《礦業法》修正案排入第二次臨時會審查。民主進步黨立法委員林淑芬表示不該以法案應公告兩個月為由拖延修法時程，並批評經濟部礦務局新任局長徐景文所公告之法案居然與前局長朱明昭公告的雷同。
7月17日，監察院副院長孫大川、監察委員林雅鋒率領調查官到亞泥新城山礦場履勘，林雅鋒表示，5月起著手調查亞泥礦權展延案，若涉及不法，將依法處理。
8月1日，行政院政務顧問伊凡·諾幹承認，這一年來蔡英文政府未積極處理《原住民族土地或部落範圍土地劃設辦法》爭議與亞泥採礦權展延爭議。8月17日，亞泥花蓮廠員工在公聽會場外陳情，希望《礦業法》修法能夠合理、並保障員工生存權與工作權。
9月4日，行政院訴願委員會做出駁回居民訴願的決定。
2019年
7月11日，台北高等行政法院針對亞洲水泥礦業權展限案宣判，原告太魯閣族人勝訴，經濟部礦務局核准亞泥礦業權展限20年的決定被撤銷；本案仍可上訴。
11月，地球公民基金會選在2020年中華民國總統選舉民主進步黨總統候選人蔡英文全國競選總部成立大會時從自家總部窗外拋下抗議布條，同時播放抗議口號及礦場爆破聲，要求蔡英文政府修改《礦業法》，導致自家臉書粉絲專頁遭民進黨支持者以「退讚」、「退捐款」等留言網路霸凌。2019年11月18日，地球公民基金會執行長李根政發文警告，希望蔡英文支持者或民進黨支持者不要以中國國民黨為比較對象，「那是讓台灣陷入比爛的惡性循環」；如果台派選民對民進黨的要求太低，「繼續寵壞民進黨的結果，最終將會害死台灣」。
2021年
9月16日，最高行政法院維持北高行見解駁回亞泥方面的上訴，原告太魯閣族人勝訴，經濟部礦務局核准亞泥新城礦區礦業權展限20年的決定被撤銷定讞，亞泥新城礦區礦業權展限案將重新審議。

## 爭議

### 立法委員收賄
2017年12月25日立法院準備審查《礦業法》修正草案，然而環保團體揭露2016年中華民國立法委員選舉時期水泥產業總共支付9819萬的政治獻金，其中立法院經濟委員會負責審查《礦業法》的立法委員陳明文、邱志偉、蕭美琴以及孔文吉也收取水泥產業的政治獻金，環保團體質疑這些立法委員對於水泥產業的政治立場。

## 外部連結
维基共享资源上的相關多媒體資源：亞洲水泥